# Denis-Joseph Gouachon
Denis-Joseph Gouachon, francoski general, * 1883, † 1969.